# Piano K5

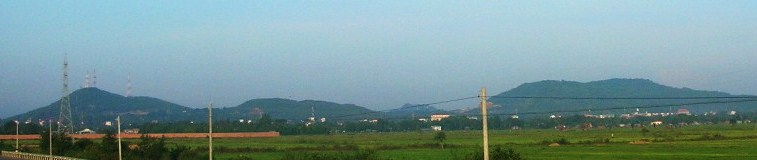
Montagne lungo il confine tra la Cambogia e la Thailandia a nord della strada tra Sisophon e Aranyaprathet. Una delle aree dove i Khmer rossi si nascondevano nel periodo della Repubblica Popolare di Kampuchea.

Il Piano K5, Cintura K5 o Progetto K5, conosciuto anche come Cortina di Bambù, è stato un tentativo del governo della Repubblica Popolare di Kampuchea di fermare le vie d'infiltrazione in Cambogia delle guerriglie dei Khmer rossi tramite file di trincee, recinzioni con filo spinato e campi minati lungo circa l'intero confine con la Thailandia.

## Contesto

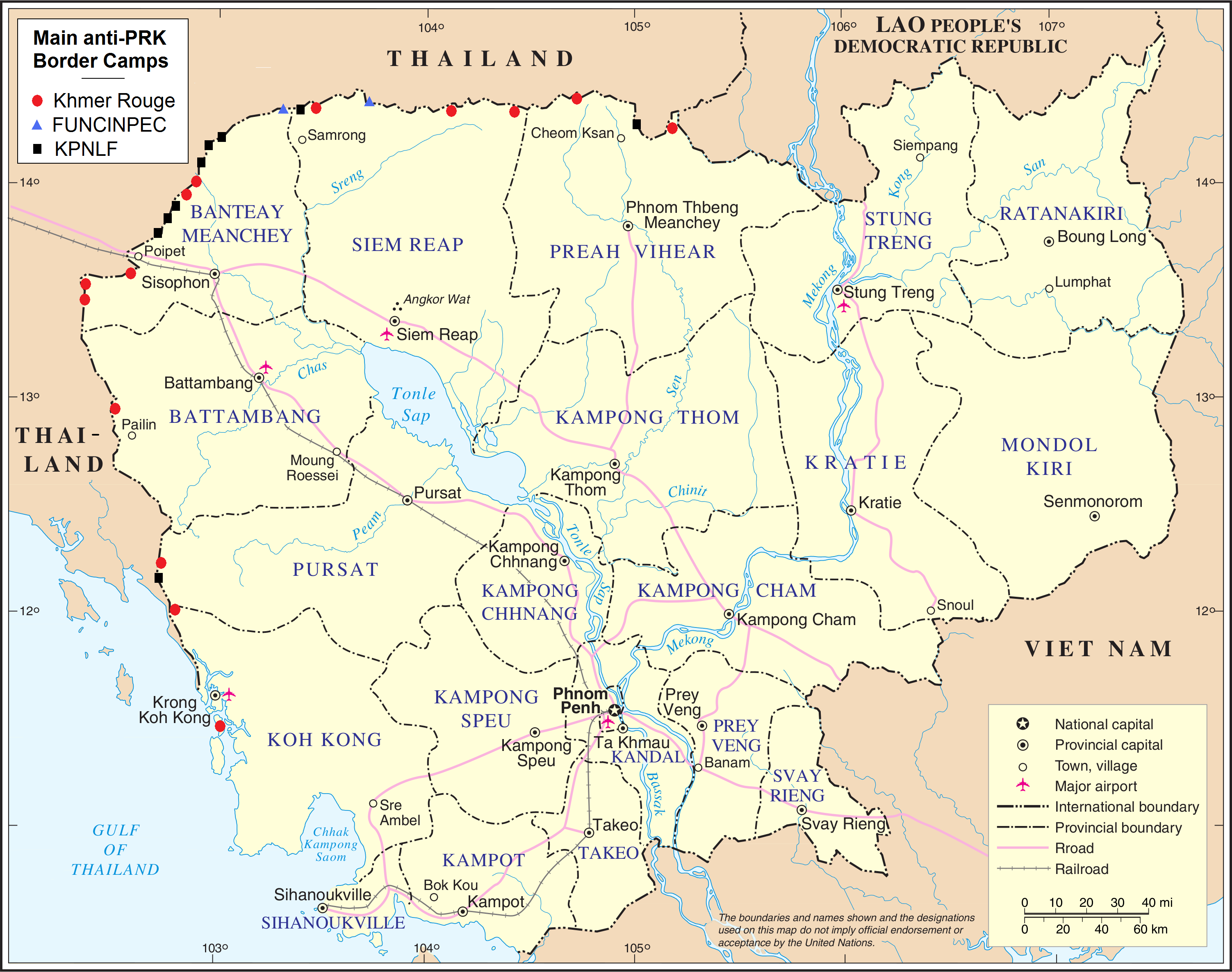
Campi di confine ostili alla RPK; 1979-1984.

Dopo la caduta della Kampuchea Democratica nel 1979, i Khmer rossi fuggirono velocemente dalla Cambogia. Protetta dallo stato thailandese, e con potenti connessioni straniere, la milizia di Pol Pot costituita da circa 30 000-35 000 persone si riorganizzò nelle zone forestali e montuose dietro il confine tra la Cambogia e la Thailandia. Durante i primi anni ottanta le forze dei Khmer rossi mostrarono la propria potenza in Thailandia, all'interno dei campi profughi vicini al confine, e riuscirono a ricevere un abbondante rifornimento costante di equipaggiamenti militari. Le armi provenivano principalmente dalla Cina e dagli Stati Uniti ed erano incanalate attraverso la Thailandia con la cooperazione delle forze armate thailandesi.
Dalla loro posizione di sicurezza in avamposti militari nascosti lungo il confine thailandese, le milizie dei Khmer rossi lanciarono una campagna militare implacabile contro il nuovo stato della Repubblica Popolare di Kampuchea. Sebbene i Khmer fossero in maggioranza, lottarono contro le forze armate rivoluzionarie popolari della Kampuchea e l'esercito popolare vietnamita assieme a fazioni armate minori non comuniste che inizialmente avevano combattuto contro gli stessi Khmer rossi tra il 1975 e il 1979.
La guerra di confine seguì un'alternanza tra una stagione delle piogge e una secca. Generalmente, le forze vietnamite corazzate e più armate conducevano le operazioni offensive durante le secche mentre i Khmer rossi sostenuti dalla Cina agivano durante le stagioni piovose. Nel 1982, il Vietnam lanciò un'offensiva fallimentare contro la base principale dei Khmer a Phnom Malai nei Monti dei Cardamomi.
La conseguenza più importante della guerra civile di confine è stata che la RPK venne ostacolata nei suoi sforzi di ricostruire la nazione gravemente danneggiata e consolidare la sua amministrazione. Il regime della nuova repubblica era debole nelle aree di confine soprattutto a causa dei persistenti sabotaggi da parte dei Khmer rossi del sistema amministrativo provinciale attraverso un costante clima di guerriglia.

## Implementazione
L'ideatore del piano K5 era il generale vietnamita Lê Đức Anh, comandante delle forze armate vietnamite in Cambogia. Formulò i cinque punti chiave per la difesa del territorio cambogiano contro la re-infiltrazione dei Khmer rossi. La lettera K, la prima dell'alfabeto khmer, derivava da kar karpier, significante proprio "difesa" in khmer, e il numero 5 faceva riferimento ai cinque punti di Lê Đức Anh nel suo piano di difesa, dove la chiusura del confine con la Thailandia costituiva il secondo punto. Tuttavia, molti lavoratori coinvolti nel progetto non conoscevano il significato di K5.
Il piano venne avviato il 19 luglio 1984 e si dimostrò uno sforzo titanico che incluse il taglio raso di numerosi ettari di foreste tropicali facendo cadere un gran numero di alberi, oltre al taglio e lo sradicamento della vegetazione alta. Lo scopo era quello di lasciare un continuo e ampio spazio lungo tutto il confine con la Thailandia che sarebbe stato sorvegliato e minato.
In pratica, la recinzione K5 consistette in una striscia di terra lunga circa 700 km e ampia 500 m che seguiva tutto il confine con la Thailandia, dove si trovavano sepolte mine anticarro e antiuomo con una densità di circa 3 000 mine per kilometro di tracciato.

## Conseguenze
Dal punto di vista ambientale, il massiccio abbattimento di alberi costituì un disastro ecologico e contribuì alla forte deforestazione, alla messa in pericolo di numerose specie e alla creazione di aree degradate. I luoghi più remoti, come i Monti dei Cardamomi, furono lasciati relativamente incontaminati dall'uomo fino a quando non divennero una fortezza per i Khmer rossi negli anni ottanta. Al giorno d'oggi, queste montagne formano un'ecoregione a rischio.
Non previsto dagli ideatori del progetto, il piano K5 da un punto di vista militare era anche disastroso per la RPK. Non scoraggiava i combattenti Khmer rossi che cercavano comunque diversi modi per oltrepassarlo, poiché era impossibile sorvegliare con efficienza il lungo confine. Inoltre, la manutenzione era difficile, dato che la giungla spianata aveva lasciato un sottobosco incolto che, con il clima tropicale, sarebbe ricresciuto annualmente raggiungendo l'altezza circa di un essere umano.
Il piano K5 era controproducente per l'immagine della RPK, dato che la repubblica si era impegnata a ricostruire ciò che il regime di Pol Pot e il suo Partito Comunista di Kampuchea aveva distrutto in Cambogia. Nonostante le dimensioni dello sforzo, l'intero progetto si dimostrò alla fine un insuccesso e diede un vantaggio ai nemici della nuova repubblica pro-Hanoi. Migliaia di contadini cambogiani, che nonostante l'invasione vietnamita avesse portato alla liberazione dall'interferenza dei Khmer rossi nell'agricoltura tradizionale e all'assenza delle tasse sotto il governo della RPK, si irritarono. Furono contrariati dal dover abbandonare le loro fattorie per dedicare il proprio tempo a pulire la giungla, un lavoro duro considerato inutile e infruttuoso. Il loro risentimento crebbe nel tempo man mano che consideravano il lavoro come forzato, sebbene senza uccisioni, e simile a quello svolto durante la tirannia dei Khmer rossi. A causa delle precarie condizioni igieniche e la grande presenza di zanzare nelle aree di difficile accesso, alla malnutrizione e alle pessime condizioni lavorative, gli operai del progetto K5 spesso erano vittime di malaria e sfinimento.
Molte delle mine sono rimaste ancora oggi, rendendo la lunga e vasta aerea pericola. La zona K5 divenne parte del grande problema delle mine terrestri in Cambogia dopo la fine della guerra civile. Nel solo 1990, il numero di Cambogiani che avevano una gamba o piede amputato per una ferita causata da una mina terrestre raggiunse circa 6 000.